# Пуллман (Вашингтон)
Пуллман (англ. Pullman) — місто (англ. city) в США, в окрузі Вітмен штату Вашингтон. Населення — 32 901 особа (2020).

## Географія
Пуллман розташований за координатами 46°43′58″ пн. ш. 117°9′48″ зх. д. / 46.73278° пн. ш. 117.16333° зх. д. (46.732670, -117.163454).  За даними Бюро перепису населення США в 2010 році місто мало площу 25,59 км², уся площа — суходіл. В 2017 році площа становила 27,13 км², уся площа — суходіл.

### Клімат
| Клімат : Пуллман        | Клімат : Пуллман | Клімат : Пуллман | Клімат : Пуллман | Клімат : Пуллман | Клімат : Пуллман | Клімат : Пуллман | Клімат : Пуллман | Клімат : Пуллман | Клімат : Пуллман | Клімат : Пуллман | Клімат : Пуллман | Клімат : Пуллман | Клімат : Пуллман |
| Показник                | Січ.             | Лют.             | Бер.             | Квіт.            | Трав.            | Черв.            | Лип.             | Серп.            | Вер.             | Жовт.            | Лист.            | Груд.            | Рік              |
| Абсолютний максимум, °C | 15,6             | 18,9             | 22,8             | 31,1             | 34,4             | 40,6             | 40,0             | 43,3             | 37,8             | 32,2             | 22,8             | 20,0             | 43,3             |
| Середній максимум, °C   | 2,5              | 5,3              | 9,6              | 13,6             | 18,2             | 22,0             | 27,6             | 27,9             | 22,9             | 14,9             | 6,3              | 1,9              | 14,5             |
| Середній мінімум, °C    | −2,9             | −2,2             | −0,1             | 2,1              | 5,3              | 7,5              | 9,7              | 9,6              | 6,1              | 2,3              | −0,7             | −4               | 2,7              |
| Абсолютний мінімум, °C  | −29,4            | −28,3            | −22,8            | −14,4            | −5               | −2,8             | 0,0              | 0,0              | −6,7             | −15,6            | −23,3            | −35,6            | −35,6            |
| Норма опадів, мм        | 46               | 39               | 52               | 40               | 40               | 27               | 18               | 16               | 20               | 34               | 58               | 40               | 430              |
| ----------------------- | ---------------- | ---------------- | ---------------- | ---------------- | ---------------- | ---------------- | ---------------- | ---------------- | ---------------- | ---------------- | ---------------- | ---------------- | ---------------- |
| Джерело: NWS            |                  |                  |                  |                  |                  |                  |                  |                  |                  |                  |                  |                  |                  |

## Демографія
Згідно з переписом 2010 року, у місті мешкало 29 799 осіб у 11 029 домогосподарствах у складі 3898 родин. Густота населення становила 1164 особи/км².  Було 11966 помешкань (468/км²).
Расовий склад населення:
| - 79,3 % — білих - 11,2 % — азіатів - 2,3 % — чорних або афроамериканців - 0,7 % — корінних американців - 0,3 % — вихідців з тихоокеанських островів - 1,9 % — осіб інших рас |

До двох чи більше рас належало 4,4 %. Частка іспаномовних становила 5,4 % від усіх жителів.
За віковим діапазоном населення розподілялося таким чином: 11,3 % — особи молодші 18 років, 84,0 % — особи у віці 18—64 років, 4,7 % — особи у віці 65 років та старші. Медіана віку мешканця становила 22,3 року. На 100 осіб жіночої статі у місті припадало 105,2 чоловіків;  на 100 жінок у віці від 18 років та старших — 104,9 чоловіків також старших 18 років.
Середній дохід на одне домашнє господарство  становив 49 448 доларів США (медіана — 26 228), а середній дохід на одну сім'ю — 80 587 доларів (медіана — 66 816). Медіана доходів становила 48 690 доларів для чоловіків та 33 854 долари для жінок. За межею бідності перебувало 42,5 % осіб, у тому числі 20,3 % дітей у віці до 18 років та 10,2 % осіб у віці 65 років та старших.
Цивільне працевлаштоване населення становило 14 558 осіб. Основні галузі зайнятості: освіта, охорона здоров'я та соціальна допомога — 48,2 %, мистецтво, розваги та відпочинок — 13,7 %, роздрібна торгівля — 10,3 %, виробництво — 7,0 %.